# 柳谷ジャンクション
柳谷ジャンクション （やなぎたにジャンクション）は、兵庫県神戸市北区にある六甲北有料道路と阪神高速道路7号北神戸線との分岐である。六甲北有料道路・中国自動車道の神戸三田IC方面と阪神高速道路7号北神戸線との相互しか走行できない。六甲山・神戸方面と阪神高速道路7号北神戸線の相互利用には、からと西出入口かからと東出入口を利用する。

## 道路
- 六甲北有料道路
- 阪神高速道路7号北神戸線

## 柳谷本線料金所
阪神高速7号北神戸線から六甲北有料道路へ
- ブース数2
  - ETC専用：1
  - ETC/一般：1

六甲北有料道路から阪神高速7号北神戸線へ
- ブース数2
  - ETC専用：1
  - ETC/一般：1

## 隣
六甲北有料道路
唐櫃IC - 柳谷JCT/柳谷ランプ - 吉尾ランプ - 神戸北IC
阪神高速7号北神戸線北延伸線
有馬口JCT - (7-17) 五社出入口 - (7-18) 柳谷JCT